# Skórnik szorstki

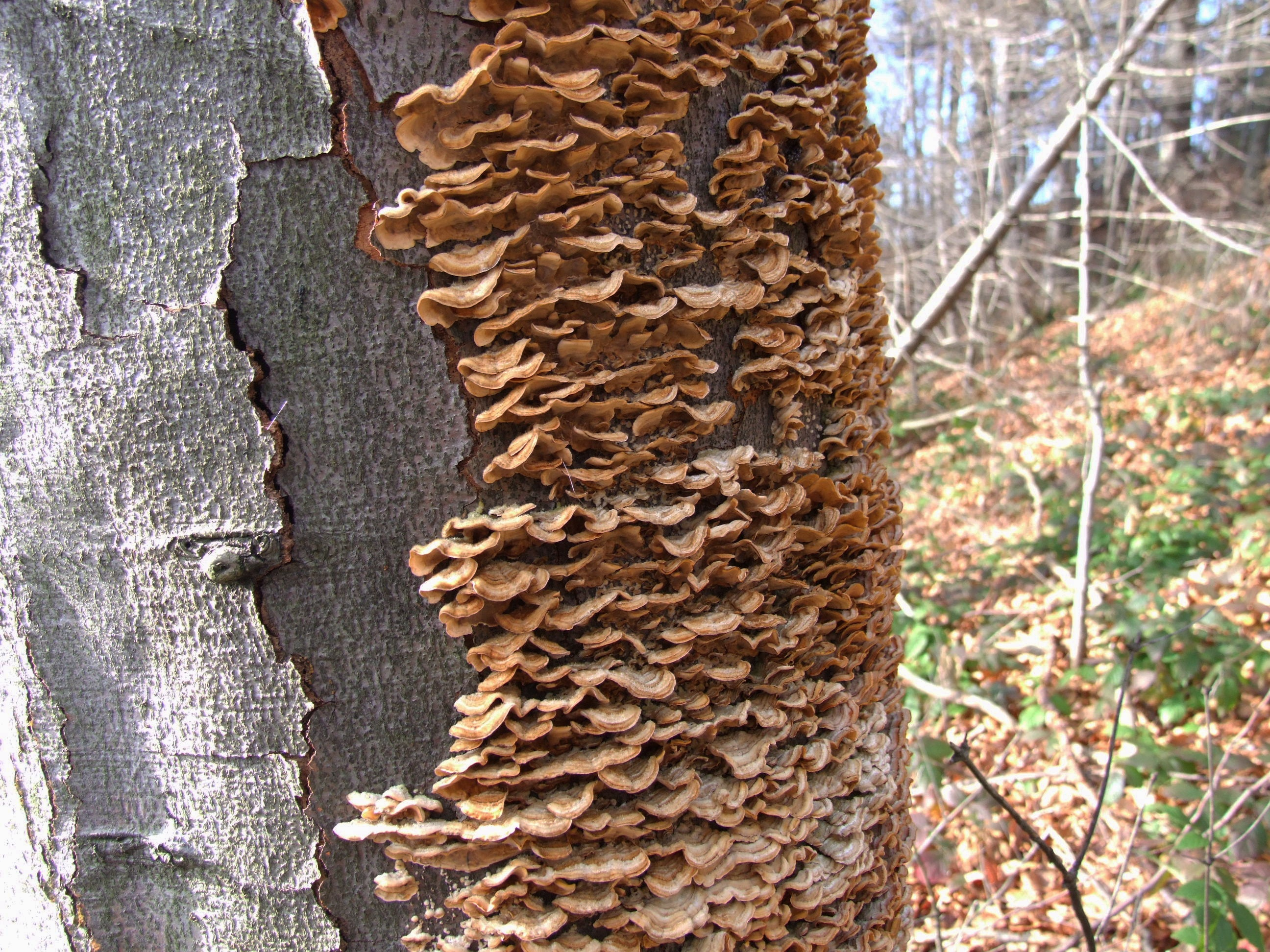
Występuje gromadnie (tutaj na buku)

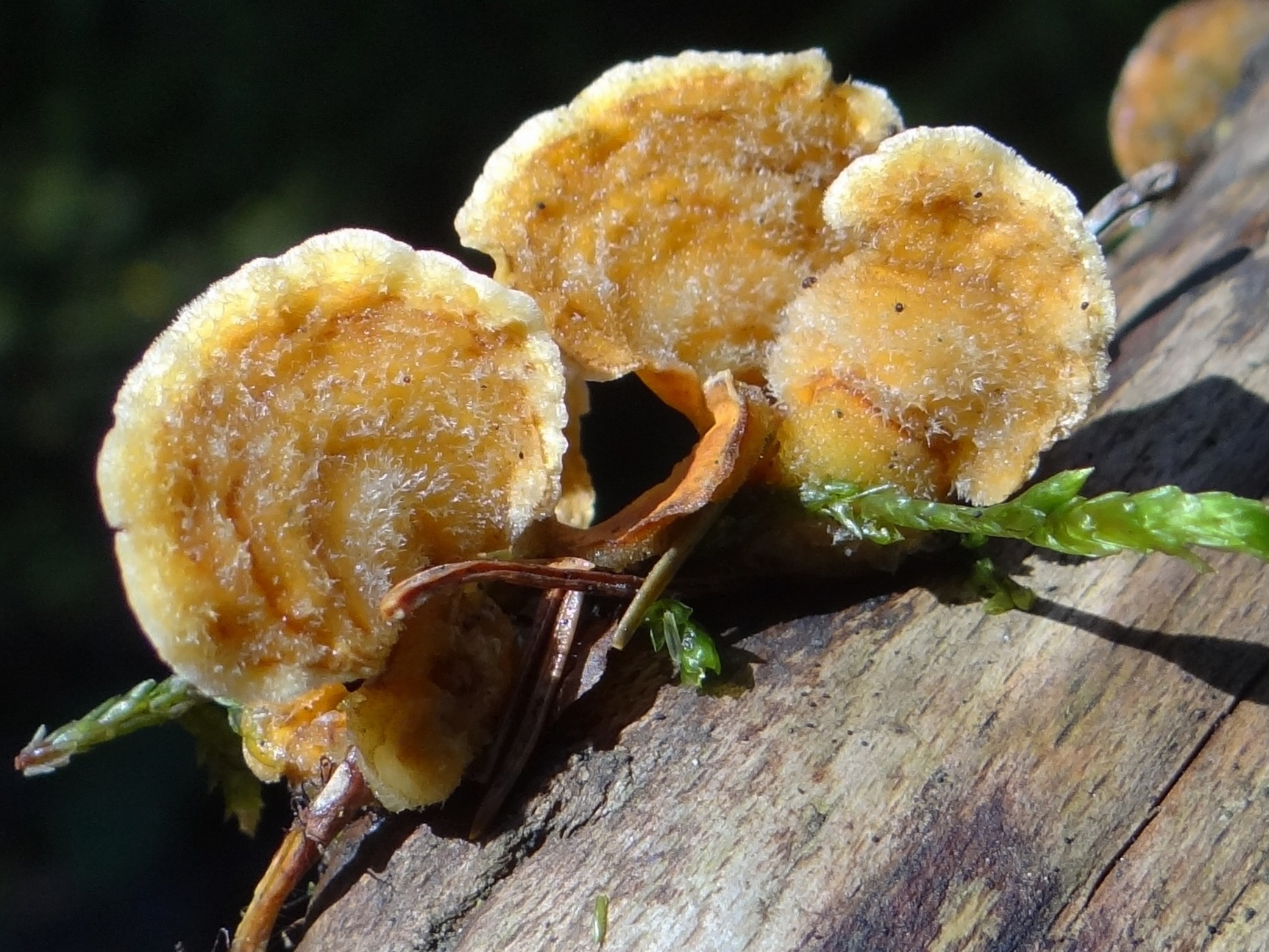
Górna, kosmata powierzchnia owocników

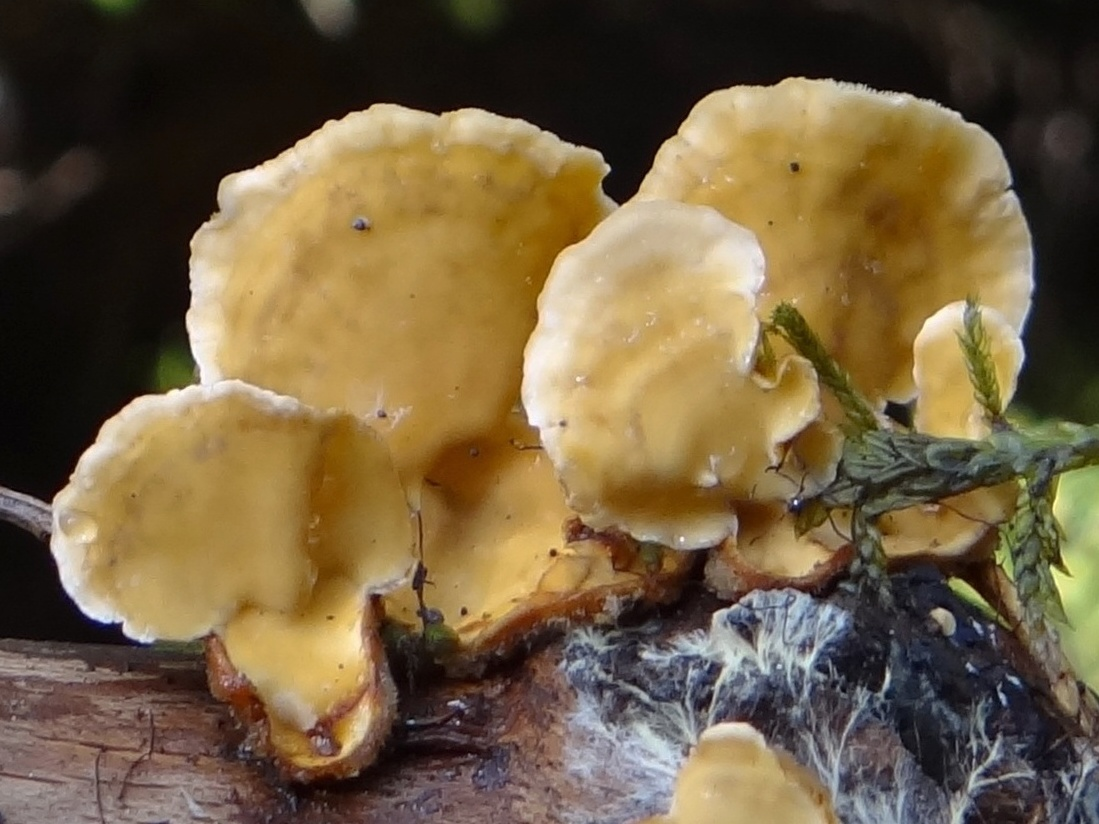
Gładki hymenofor na dolnej powierzchni owocników

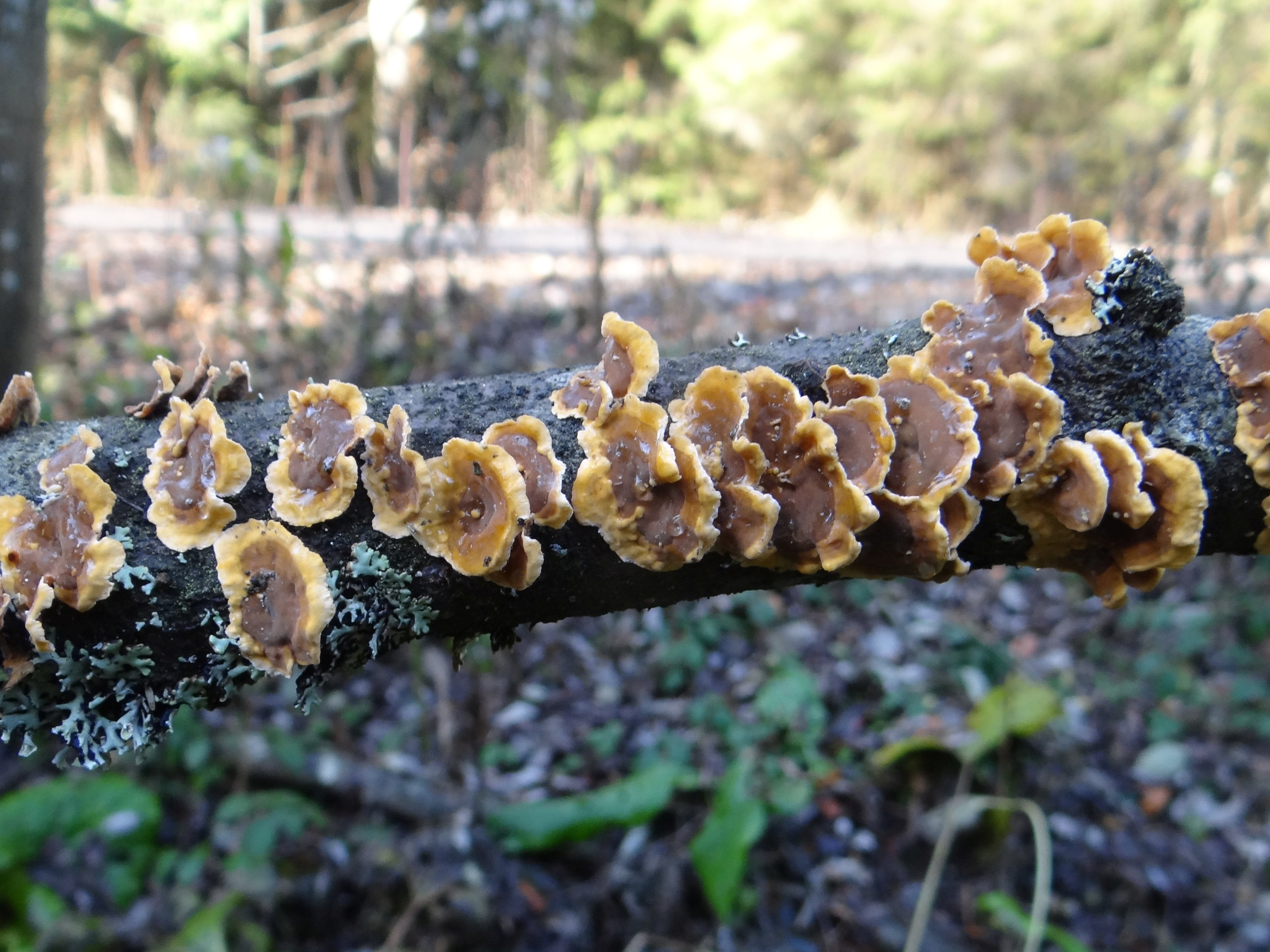
Tworzy też formy rozpostarto-odgięte

Skórnik szorstki (Stereum hirsutum (Willd.) Pers.) – gatunek grzybów należący do rodziny skórnikowatych (Stereaceae).

## Systematyka i nazewnictwo
Pozycja w klasyfikacji według Index Fungorum: Stereum, Stereaceae, Russulales, Incertae sedis, Agaricomycetes, Agaricomycotina, Basidiomycota, Fungi.
Stereum hirsutum jest gatunkiem typowym rodziny skórnikowatych (Stereaceae). Takson ten został poprawnie zdiagnozowany taksonomicznie po raz pierwszy przez Carla von Willdenowa (jako Thelephora hirsuta) w 1787 r. Do rodzaju Stereum został przeniesiony przez Christiaana Persoona w 1800 r. i zatwierdzony przez Eliasa Friesa.
Nazwę polską podał Franciszek Błoński w 1888 r. W polskim piśmiennictwie mykologicznym ma też inne polskie nazwy: pleśniak szorstkowłosisty, skórniak kosmaty.
Synonimy naukowe:
- Auricularia aurantiaca Schumach. 1803
- Auricularia reflexa Bull. 1786
- Auricularia reflexa var. reflexa Bull. 1786
- Boletus auriformis Bolton 1788
- Helvella acaulis Huds. 1778
- Stereum reflexum (Bull.) Sacc. 1916
- Thelephora hirsuta Willd. 1787
- Thelephora reflexa (Bull.) Lam. & DC. 1805

## Morfologia
Owocniki
Jednoroczne, tworzące liczne skupiska. Pojedynczy owocnik ma szerokość 0,5–3 cm i grubość 1–2 mm, kształt rozpostarty, rozpostarto-odgięty, półeczkowaty, konsolowaty i jest pofałdowany. Licznie rosnące obok siebie owocniki ułożone są dachówkowato lub łączą się z sobą. Do podłoża przyrastają górną powierzchnią, a jej boki odginają się na zewnątrz. Rosnąc na pionowych pniach tworzy odgięte górą kapelusiki. Górna powierzchnia jest owłosiona, aksamitna, szorstka lub szczeciniasta. Ma kolor białawy, ochrowożółty, szarordzawobrązowy i jest koncentrycznie strefowana i pręgowana. Brzeg owocnika jest ostry i falisty.
Hymenofor
Gładki, na młodych owocnikach jaskrawy, później pomarańczowożółty lub ochrowy, na starszych owocnikach płowieje i staje się jasnopomarańczowobrązowy.
Kontekst (miąższ)
Białawy (nie zmieniający barwy po skaleczeniu), twardy, o skórzastej lub korkowatej konsystencji. Jest pokryty cienkim, dostrzegalnym już przez lupę korteksem.
Cechy mikroskopowe
Włoski na górnej powierzchni zbudowane są z bezbarwnych, lub bardzo słabo wybarwionych strzępek o szerokości 3,5–7 μm. Wysyp zarodników biały. Są one grubościenne, czasami prawie pełne. Kontekst zbudowany ułożonych równolegle do powierzchni dwóch rodzajów strzępek: grubościennych i cienkościennych. Te pierwsze mają grubość 5–9 μm i szczególnie liczne są w okolicy hymenium. Strzępki cienkościenne mają grubość 2–3 μm, nie posiadają sprzążek, są rozgałęzione i przechodzą w strzępki subhymenialne. Warstwa korteksu zbudowana jest również z tych dwóch rodzajów strzępek, ale są one zglutynizowane i pod mikroskopem wyraźnie żółtawe. W hymenium występują subcylindryczne szkieletocystydy o długości 125–170 μm. W szczytowej części mają grubość 4–5 μm i są cienkościenne, poniżej są grubościenne o szerokości 8–9 μm, w części poziomej zwężają się do 5–6 μm. Podstawki 4- sterygmowe, o rozmiarach 30–50 × 4–4,5 μm, bez sprzążki w podstawie. Zarodniki bezbarwne, elipsoidalno-cylindryczne, o rozmiarach 4–8 × 2,5–3,5 μm gładkie, bezbarwne (hialinowe), amyloidalne.
Gatunki podobne
- skórnik dębowy (Stereum gausapatum) rosnący na dębie. Ma owocnik wyraźnie rozpostarty lub rozpostarto-odgięty, a hymenofor ciemniejszy – czekoladowobrązowy[4].
- skórnik aksamitny (Stereum subtomentosum), o owocniku bokiem przyrośniętym do podłoża i miąższu przebarwiającym się żółto po skaleczeniu. Jego hymenofor nigdy nie jest jaskrawożółty ani pomarańczowy, lecz ciemniejszy; ochrowy, kawowy[7].
- skórnik ochrowożółty (Stereum ochraceoflavum). Występuje głównie na drobniejszych gałązkach, najczęściej dębu, ma owocniki mniejsze i cieńsze a hymenofor bladopomarańczowożółty lub brązowoszaroochrowy[4].
- włókniczek skórkowaty (Byssomerulius corium). Ma również gładki hymenofor (ale czasami nieregularnie siatkowaty lub porowato-dołkowany), owocniki kremowe, bladożółtawe lub szarawe[7].

## Występowanie i siedlisko
Poza Antarktydą występuje na wszystkich kontynentach, a także na wielu wyspach. W Polsce jest bardzo pospolity. Jest jednym z najczęściej występujących grzybów na martwym drewnie. Występuje na obszarze całego kraju. W górach dochodzi do górnej granicy lasu, spotykany jest także na pojedynczych drzewach rosnących już powyżej tej granicy, w piętrze kosodrzewiny.
Grzyb saprotroficzny. Występuje w lasach, zaroślach, parkach, w ogrodach, przy drogach. Wytwarza owocniki przez cały rok. Rozwija się w drewnie, głównie drzew liściastych. Zanotowano występowanie na: olszy czarnej, olszy szarej, brzozie brodawkowanej, grabie, czereśni, leszczynie, buku, Pittosporium tenuifolium, śliwie domowej, dębie, lilaku, lipie drobnolistnej, a także niektórych innych gatunkach krzewów uprawianych w parkach i ogrodach jako rośliny ozdobne. Na drzewach iglastych występuje rzadko, obserwowano go na jodle. Rośnie głównie na leżących na ziemi gałęziach drzew i krzewów, oraz na pniakach. Bywa spotykany również w zawilgoconych mieszkaniach na drewnianych podłogach i boazeriach, na drewnianych ogrodzeniach, drewnianych konstrukcjach w szklarniach i na dębowych podkładach kolejowych.

## Znaczenie
Grzyb nadrzewny rozwijający się głównie na martwym drewnie, czasami jednak rozwija się również na żywych drzewach (atakuje uszkodzone miejsca kory). Powoduje białą zgniliznę drewna, także użytkowego i może wyrządzać szkody materialne. Ochrona lasów przed tym grzybem nie jest praktykowana. Owocniki są niejadalne.
Na grzybni skórnika szorstkiego pasożytują inne grzyby – Phaeotremella frondosa i trzęsak pomarańczowy (Naematelia aurantia).